# 秀英卫矛
秀英卫矛（学名：Euonymus hui）为卫矛科卫矛属下的一个种。